# Cettia cetti

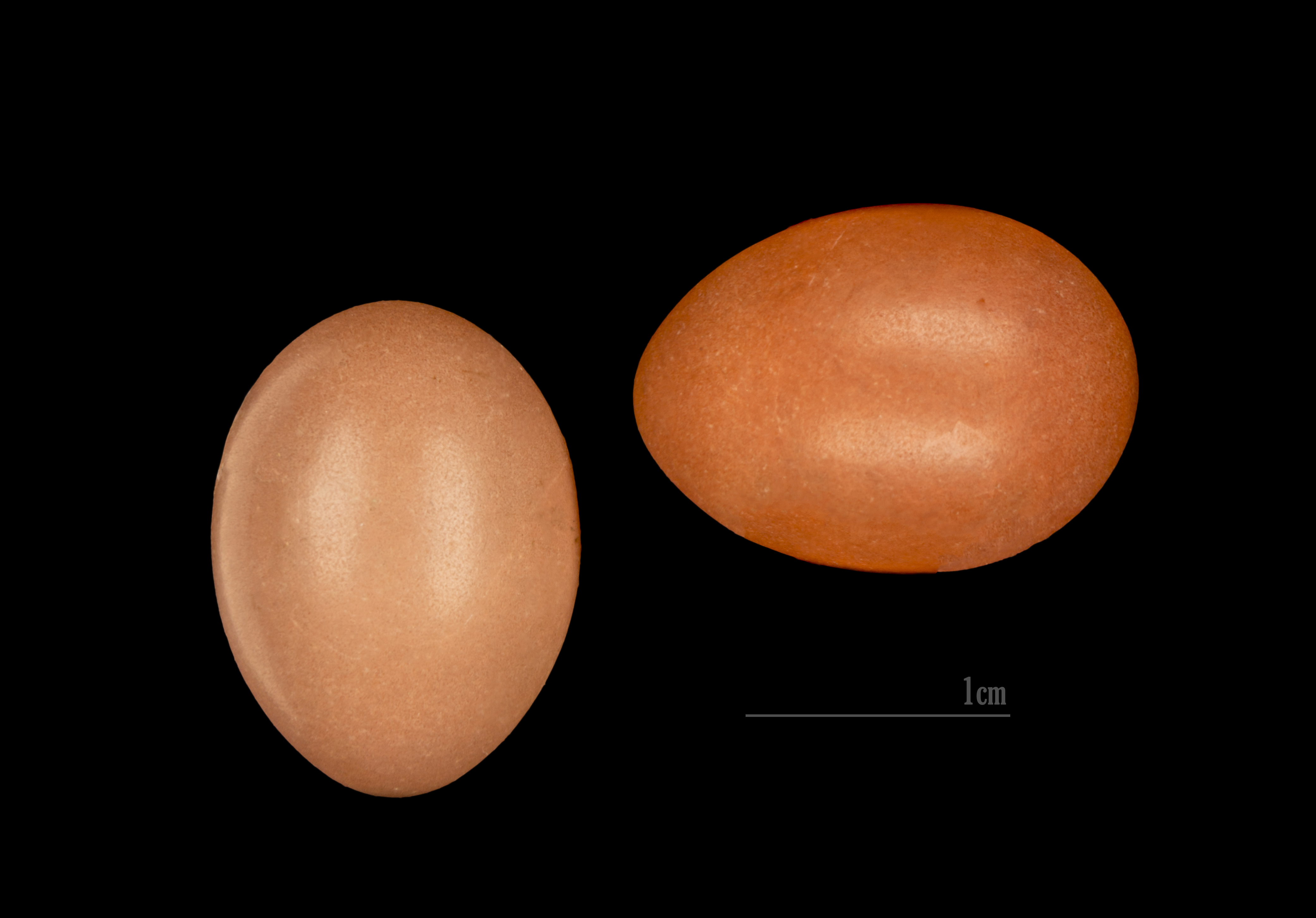
Cettia cetti

Cettia cetti là một loài chim trong họ Cettiidae.